# 多布然斯基-馬勒基因不相容
多布然斯基-馬勒基因不相容（英語：Dobzhansky-Muller incompatibility），又稱為貝特森-多布然斯基-馬勒基因不相容（英語：Bateson-Dobzhansky-Muller incompatibility）是解釋基因不相容如何演化出來的一個模型，對於理解種化過程中的合子後生殖隔離有重要的地位。

## 理論概要

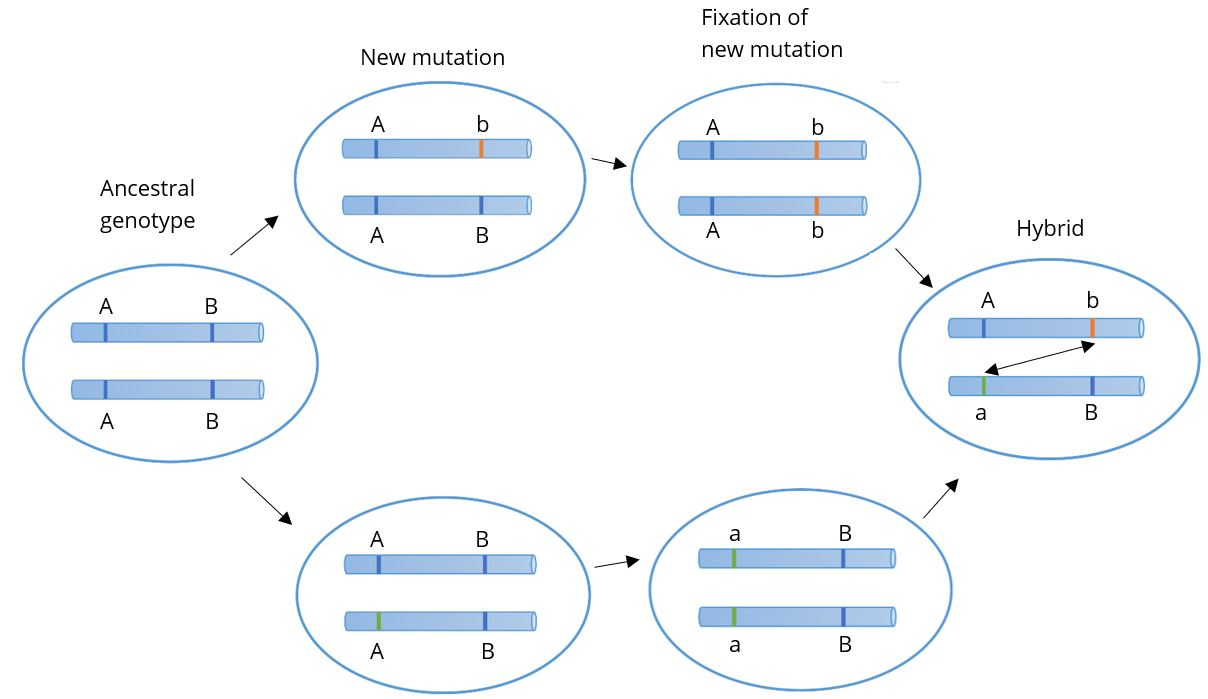
左邊原初族群的基因型是AABB；在分隔成上、下兩族群後，下方族群的A演化成a，上方族群的B演化成b，這個過程不會受到天擇阻礙。當兩個族群再次接觸而產生雜交種時，是a和b的首次相遇。如果a和b相遇會造成較低的適應度，即稱為多布然斯基-馬勒基因不相容。

在雙套染色體的生物中，每個個體在每個基因座上都有兩個等位基因，但通常一次只會有一個等位基因會發生突變。這表示單一基因座很難產生合子後生殖隔離，因為當一個等位基因發生突變，該個體的適應度會下降，於是天擇將該突變從族群中移除。舉例來說，有個族群中所有個體的基因型都是AA，如果要產生合子後生殖隔離，必須產生一個aa基因型的族群，並且讓Aa的適應度低於AA和aa。但是從AA變成aa的途中必須先產生Aa，而因為Aa適應度較低，會馬上被天擇移除，所以無法產生aa族群。
為了解決上述問題，多布然斯基-馬勒基因不相容模型指出：兩個族群間至少需要有兩個基因座被獨立置換成不同的等位基因，而且各基因座的兩個等位基因在原初的基因背景中都有相同的適度，只有在雜交時，未曾接觸過的等位基因首次相遇，才透過上位作用產生合子後生殖隔離。舉例來說，有個族群中所有個體的基因型都是AABB，這個族群被地理隔離分成兩個族群。在一個族群中，AABB先變成AaBB，再變成aaBB，其中A和a沒有衝突，a和B也沒有衝突。在另一個族群中，AABB先變成AABb，再變成AAbb，其中B和b沒有衝突，A和b也沒有衝突。但是當aaBB和AAbb兩個族群相遇並交配，會產生AaBb個體，而a和b之間不相容。

## 實證研究
黑腹果蠅的 Hmr 基因和擬果蠅（Drosophila simulans）的 Lhr 基因不相容，會造成雄性雜交後代死亡。擬果蠅和模里西斯果蠅（D. mauritiana）的 OdsH 基因不同，在雜交時會許多其他基因作用造成雄性不孕，有證據指出模里西斯果蠅的 OdsH 基因是在兩物種分化的最近才快速演化的。
目前發現的這些會造成合子後隔離的基因都是調控其他基因表現的上位基因。

## 歷史
這個模型最初由威廉·貝特森在1909年提出，费奥多西·多布然斯基在1934年獨立發展出相同的理論，之後赫爾曼·馬勒、H·艾倫·奧爾及瑟給·加菲雷茲進一步描述。
吳仲義在1990年代開始找尋造成合子後生殖隔離的基因座，並比對其序列特徵是否符合多布然斯基-馬勒模型。